# 相模原駅

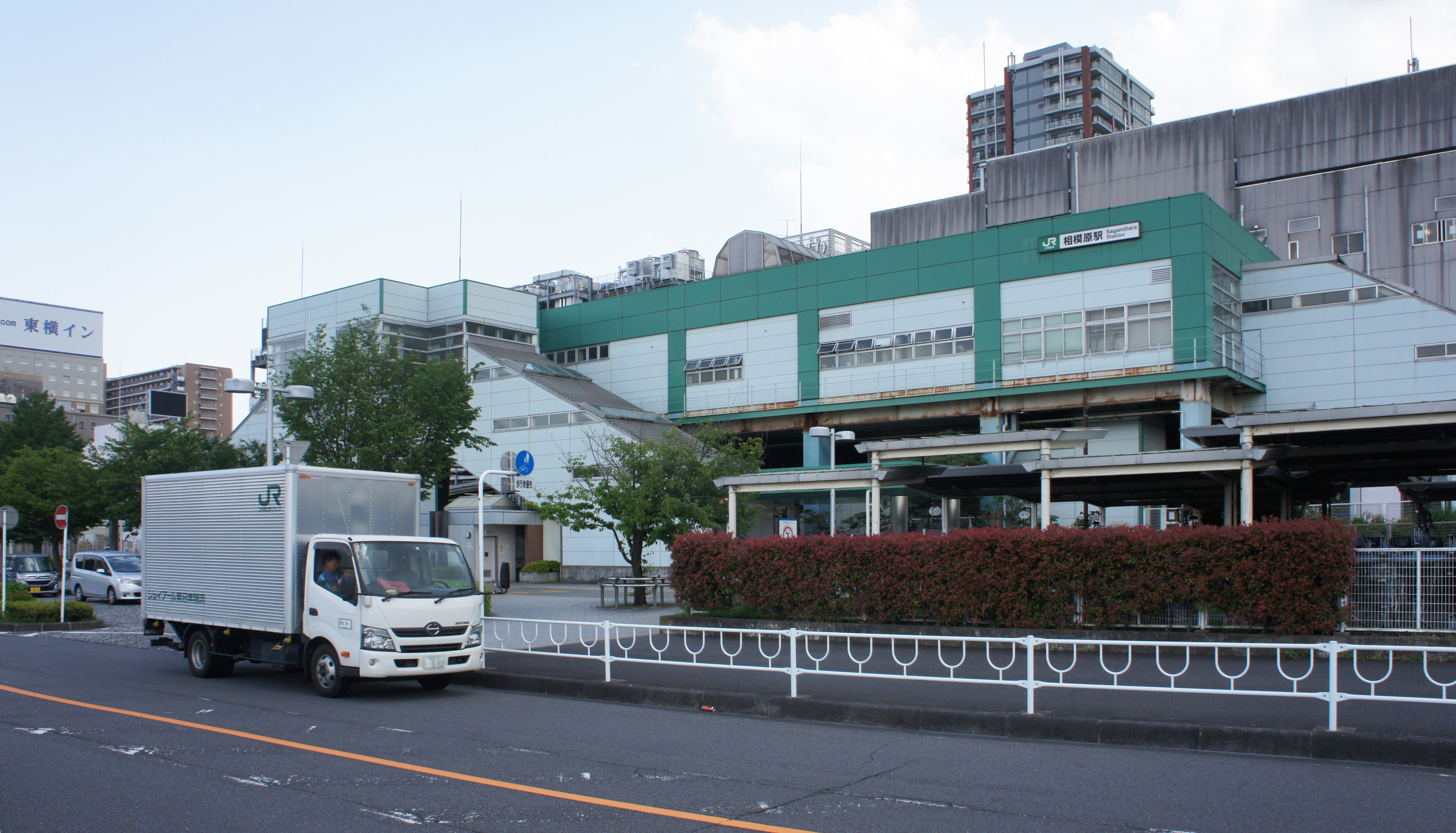
北口（2021年5月）

相模原駅（さがみはらえき）は、神奈川県相模原市中央区相模原一丁目にある、東日本旅客鉄道（JR東日本）横浜線の駅である。駅番号はJH 27。
東神奈川駅発着系統や、横浜駅経由で根岸線に直通する列車、快速列車が停車する。

## 概要
相模原軍都計画による都市計画区域の中心駅として設置され、1941年4月5日に当駅が開設した後、間もなく（同年4月29日）合併によって発足した高座郡相模原町（現相模原市）の玄関口として「相模原駅」を称した。当時すでに小田原急行鉄道（現小田急電鉄）小田原線に「相模原駅」が開設されていたが、そちらは当駅の開設により「小田急相模原駅」と改称した。区別のため、地元ではJR相模原駅と呼ばれることがある。
当駅周辺に宅地開発されるのは1960年代後半以降のことである。人口増加に伴い駅前に商店や金融機関が進出した。当駅は市名を冠する駅であるが、市の中心的な駅ではない。相模原市にはそもそも「ヘソ」がなく、小田急・相模大野駅周辺が市内で最も商業集積している状況にある。
開業以来、駅出口は住宅街のある南側にのみ設置され、北側は上り線ホーム際からすぐに在日米軍相模総合補給廠（旧相模陸軍造兵廠）の敷地となっていた。1990年代にその一部の利用が可能となり、橋上化の際に北口が設置された。

## 歴史
- 1941年（昭和16年）4月5日：鉄道省の駅として開業[1]。
- 1985年（昭和60年）3月14日：荷物扱い廃止[1]。
- 1987年（昭和62年）4月1日：国鉄分割民営化に伴い、東日本旅客鉄道（JR東日本）の駅となる[1]。
- 1994年（平成6年）9月8日：自動改札機を設置し、供用開始[3]。
- 1996年（平成8年）10月20日：駅舎改築（2代目）により、橋上駅舎となる。北口も開設。
- 1998年（平成10年）3月14日：この日から快速停車駅に追加される[4]（横浜線快速停車駅追加は第2号である）。
- 2001年（平成13年）11月18日：ICカード「Suica」の利用が可能となる。
- 2018年（平成30年）7月1日：業務委託化[5]。
- 2023年（令和5年）9月27日：スマートホームドアの使用を開始[6]。

## 駅構造
相対式ホーム2面2線を有する地上駅で、南北自由通路と橋上駅舎を有している。
JR東日本ステーションサービスが駅管理を受託している橋本駅管理の業務委託駅。みどりの窓口・自動券売機・自動改札機・自動精算機・指定席券売機が設置されている。
橋上駅舎化以前は、開設当初以来の木造平屋建ての駅舎が長らく使用されていた。

### のりば
| 番線 | 路線   | 方向 | 行先                           |
| ---- | ------ | ---- | ------------------------------ |
| 1    | 横浜線 | 下り | 橋本・八王子方面               |
| 2    | 横浜線 | 上り | 町田・東神奈川・磯子・大船方面 |

（出典：JR東日本:駅構内図）

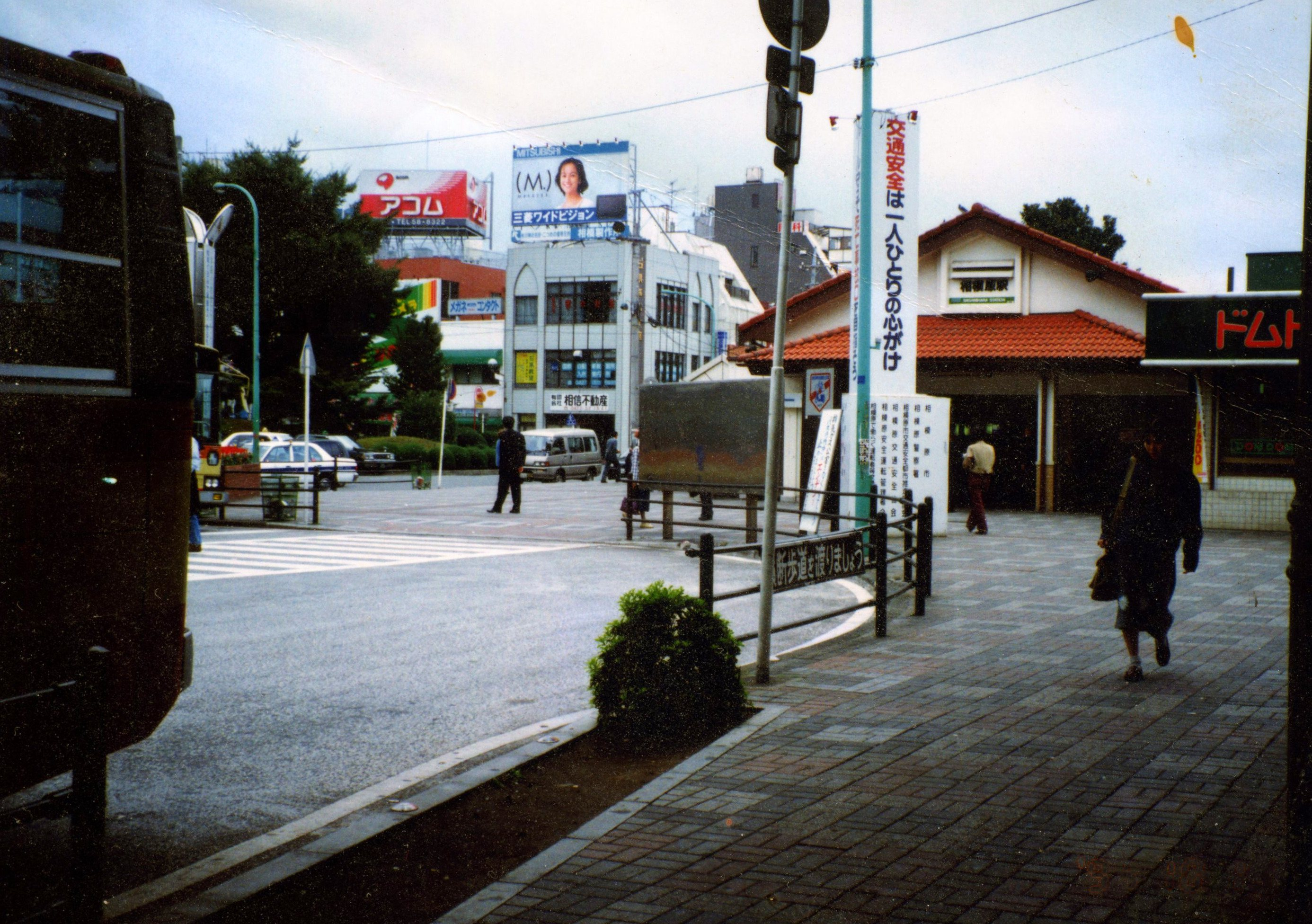
旧駅舎（1994年10月）
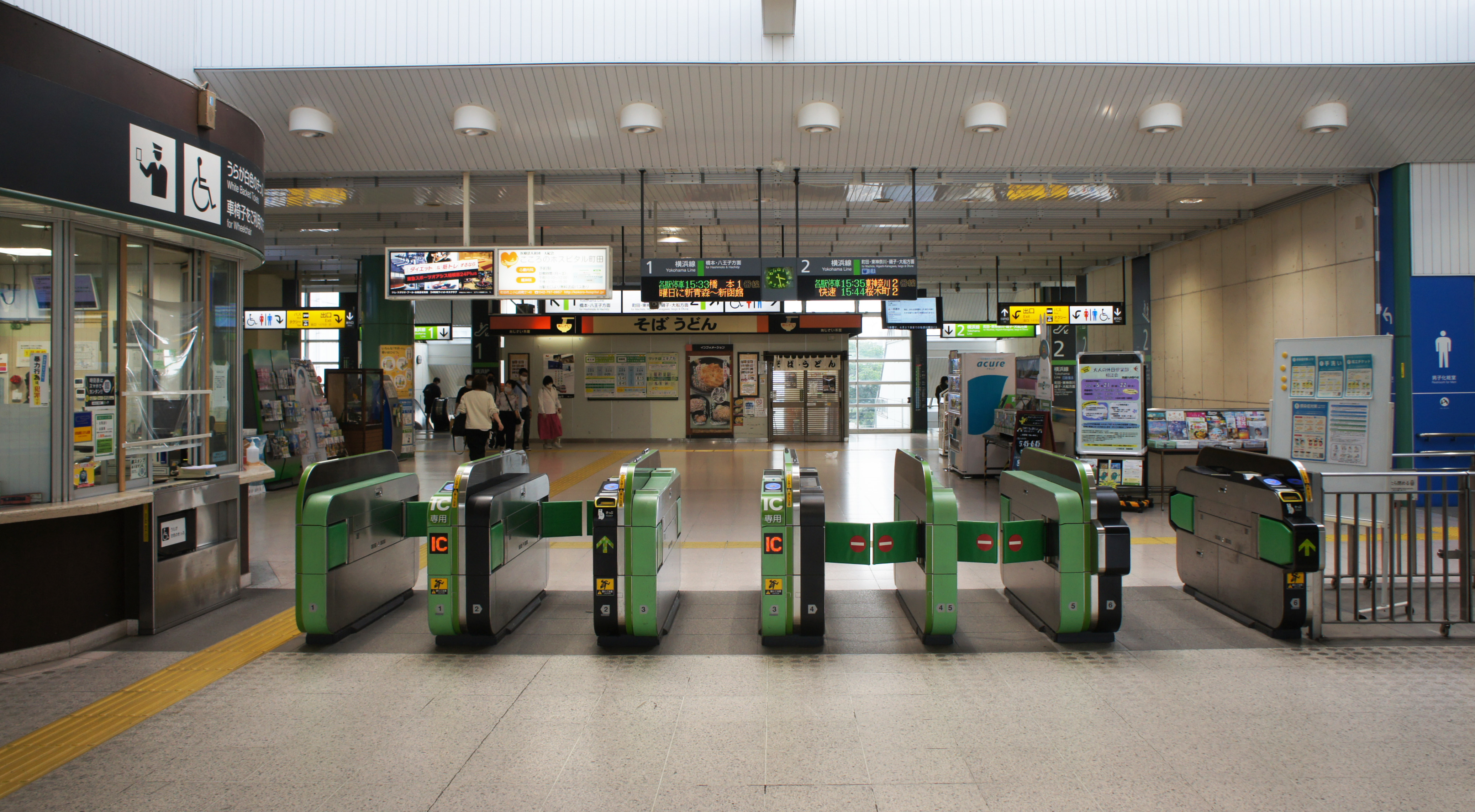
改札口（2021年5月）
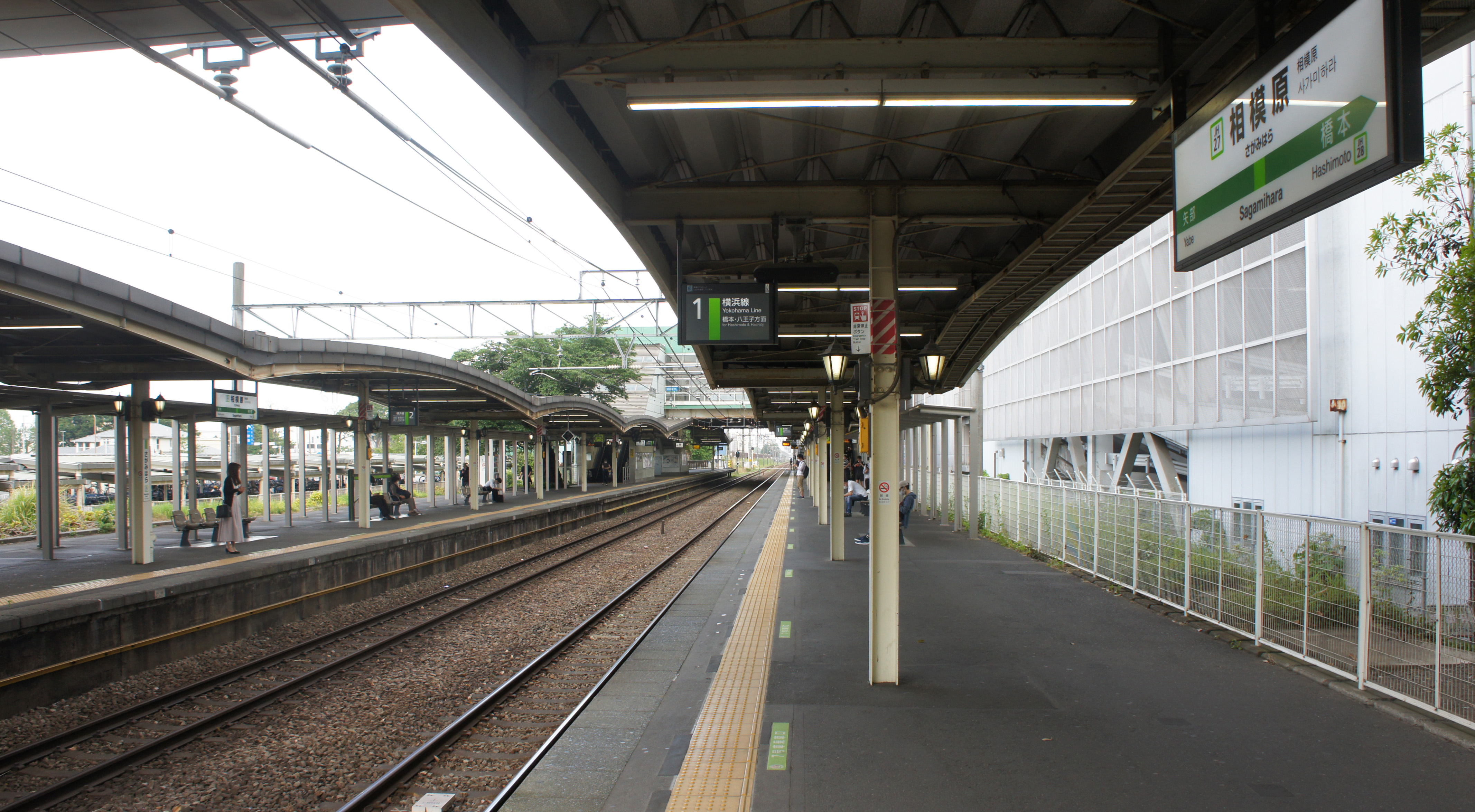
ホーム（2021年5月）

## 利用状況
2023年度（令和5年度）の1日平均乗車人員は27,199人である。
1975年度（昭和50年度）以降の1日平均乗車人員は下表の通りである。
| 年度               | 1日平均 乗車人員 | 出典       |
| ------------------ | ---------------- | ---------- |
| 1975年（昭和50年） | 14,572           |            |
| 1980年（昭和55年） | 15,866           |            |
| 1985年（昭和60年） | 19,892           |            |
| 1989年（平成元年） | 24,086           |            |
| 1993年（平成05年） | 26,215           |            |
| 1995年（平成07年） | 26,398           | [ 統計 2 ] |
| 1998年（平成10年） | 26,406           |            |
| 1999年（平成11年） | 26,595           | [ * 1 ]    |
| 2000年（平成12年） | 26,897           | [ * 1 ]    |
| 2001年（平成13年） | 26,691           | [ * 2 ]    |
| 2002年（平成14年） | 26,532           | [ * 3 ]    |
| 2003年（平成15年） | 26,724           | [ * 4 ]    |
| 2004年（平成16年） | 26,668           | [ * 5 ]    |
| 2005年（平成17年） | 26,943           | [ * 6 ]    |
| 2006年（平成18年） | 27,659           | [ * 7 ]    |
| 2007年（平成19年） | 28,079           | [ * 8 ]    |
| 2008年（平成20年） | 28,185           | [ * 9 ]    |
| 2009年（平成21年） | 27,887           | [ * 10 ]   |
| 2010年（平成22年） | 28,079           | [ * 11 ]   |
| 2011年（平成23年） | 27,858           | [ * 12 ]   |
| 2012年（平成24年） | 28,283           | [ * 13 ]   |
| 2013年（平成25年） | 28,776           | [ * 14 ]   |
| 2014年（平成26年） | 28,740           | [ * 15 ]   |
| 2015年（平成27年） | 28,959           | [ * 16 ]   |
| 2016年（平成28年） | 28,993           | [ * 17 ]   |
| 2017年（平成29年） | 29,191           | [ * 18 ]   |
| 2018年（平成30年） | 29,252           |            |
| 2019年（令和元年） | 29,160           |            |
| 2020年（令和02年） | 22,797           |            |
| 2021年（令和03年） | 23,984           |            |
| 2022年（令和04年） | 25,883           |            |
| 2023年（令和05年） | 27,199           |            |

## 駅周辺

### 南口
駅ビル

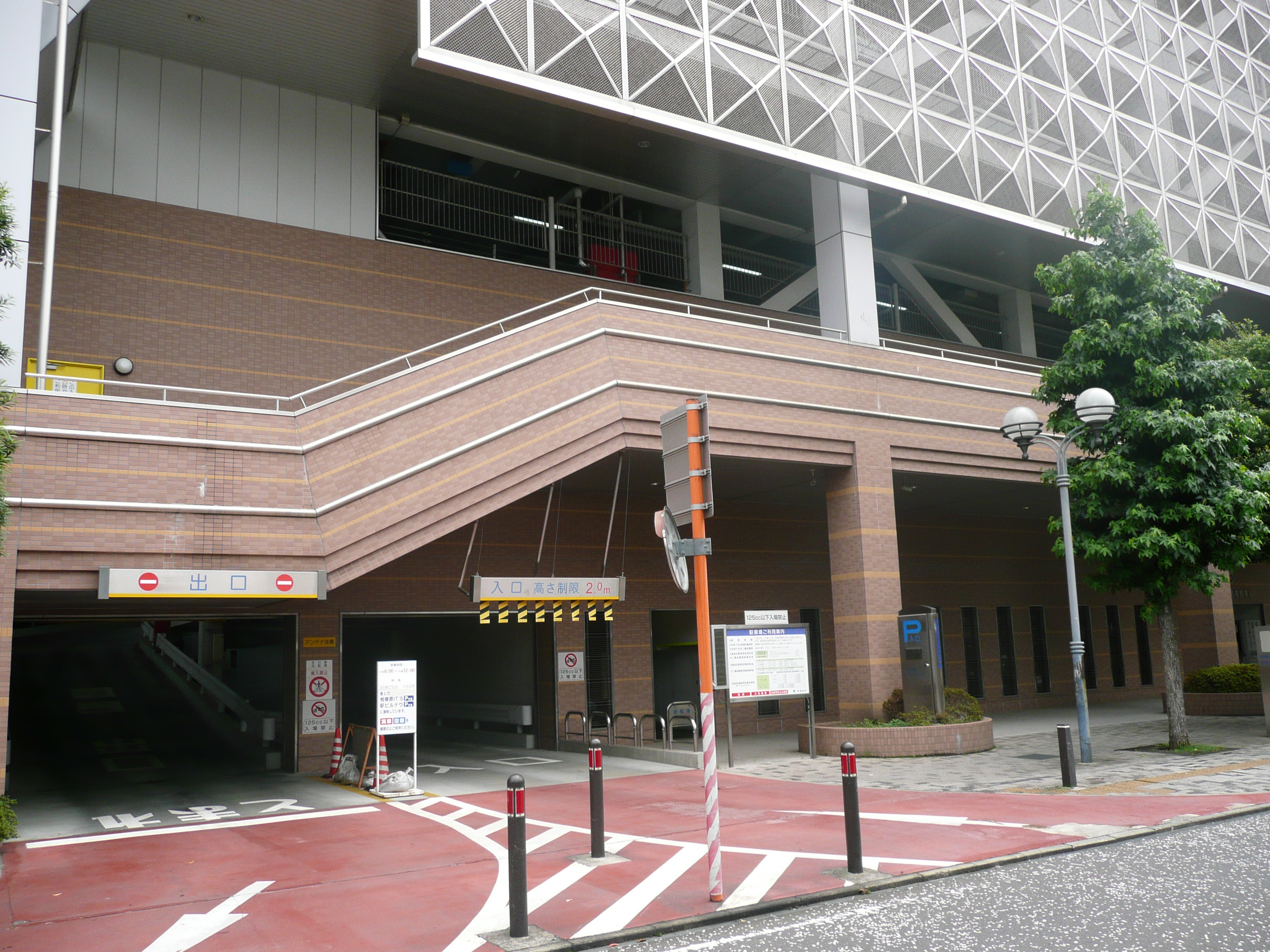
南口駐車場（2007年7月）

- 「セレオ相模原」（1997年11月1日開業[7][8]、2013年4月に「NOW」より改称）
  - ライフ 相模原駅ビル店（1997年11月1日開業[7]）
  - 相模原市中央区役所相模原駅連絡所
- 「相模原イッツ（its）」
  - 成城石井 相模原イッツ店

さがみ夢大通り（南側）・国道16号方面
- 三菱UFJ銀行 相模原支店・相模原中央支店・橋本支店（橋本支店は相模原市緑区橋本に所在したが、2022年3月22日にブランチインブランチ方式により同店舗内に移転）
- 横浜銀行 相模原駅前支店
- きらぼし銀行 相模原支店・相模原法人営業部
- さがみ夢大通り郵便局
- イオンフードスタイル相模原店
- 三和相模原中央店（グッディプレイス内）
- ヤマダデンキ テックランド相模原店

さんはぜ通り（東側）・市役所桜通り方面
- 東横INNJR横浜線相模原駅前
- 相模原四郵便局
- 群馬銀行相模原支店
- 多摩信用金庫相模原支店
- 相模原市役所
  - 中央区役所
- 相模原市総合保健医療センター（ウェルネスさがみはら）
- 相模原市消防局 本部・相模原消防署
- 相模原市民会館
- 相模原警察署
- 相模原合同庁舎
- 相模原郵便局
- エフエムさがみ（コミュニティラジオ局、83.9MHz）

氷川通り（西側）方面
- 氷川神社
- 大和証券相模原営業所

### 北口
- 在日米軍相模総合補給廠
- 相模原スポーツ・レクリエーションパーク
- 総合相模更生病院

## バス路線
北口および南口にバスターミナルがあり、神奈川中央交通（神奈中バス）の路線バスが発着している。2025年3月までは北口に京王バスも乗り入れていた。
南口バスターミナルは、橋上駅舎に改築されたのと同じ時期に現在の施設となったが、それ以前は同一平面にロープや白線などで簡易的に9つののりばが区切られていただけであった。現在の南口バスターミナルはロータリー外周上に1・2・7・8番のりばと降車場、ロータリー内の島式のりばに3・4番と5・6番のりばが設置されている。島式のりばへ行き来する手段はペデストリアンデッキからの階段のみで、エレベーターやエスカレーターは設置されていない。
北口バスターミナルは橋上駅舎に改築されたのと同じ時期に供用開始されているが、北口ロータリー自体はそれ以前から存在した。
| のりば       | 系統・行先 |              |
| 相模原駅北口 | 相模原駅北口 | 相模原駅北口 |
| ------------ | --- | ------------ |
| 1            | 橋52：橋本駅北口                                                                                                 |              |
| 相模原駅南口 | |              |
| 1            | 相05：相模大野駅北口                                                                                             |              |
| 2            | - 相21：小田急相模原駅 - 相25：相模大野駅北口 - 相27：相武台前駅 - 相28：麻溝車庫 - 相29：北里大学病院・北里大学 |              |
| 3            | 橋55：橋本駅北口                                                                                                 |              |
| 4            | 相02：相模大野駅北口                                                                                             |              |
| 5            | 相17：水郷田名                                                                                                   |              |
| 6            | 相12・相14：上溝                                                                                                 |              |
| 7            | - 相31：峡の原車庫 - 相32：相模原協同病院                                                                        |              |
| 8            | 相36：下九沢団地                                                                                                 |              |

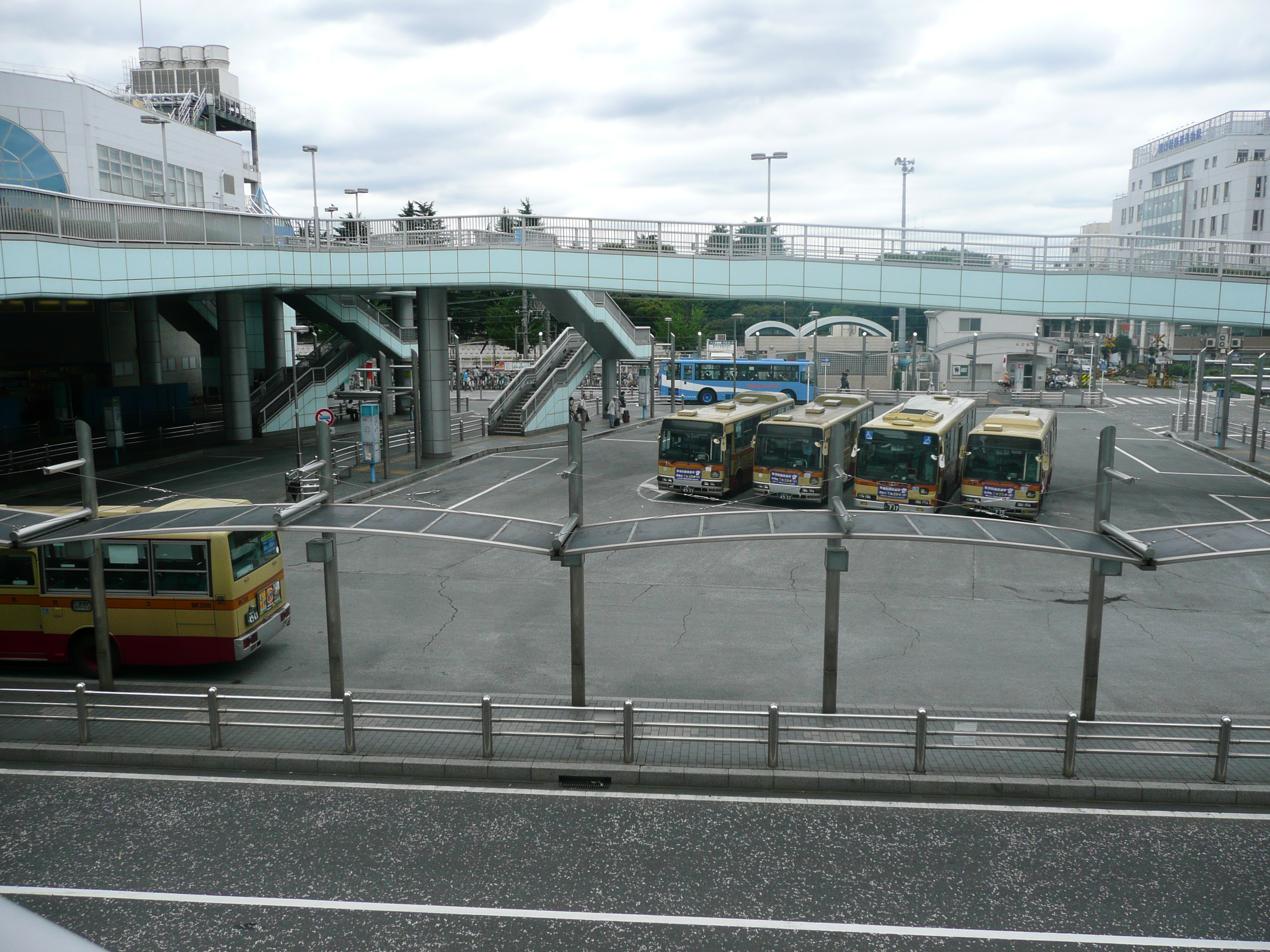
南口バスターミナル（2007年7月）
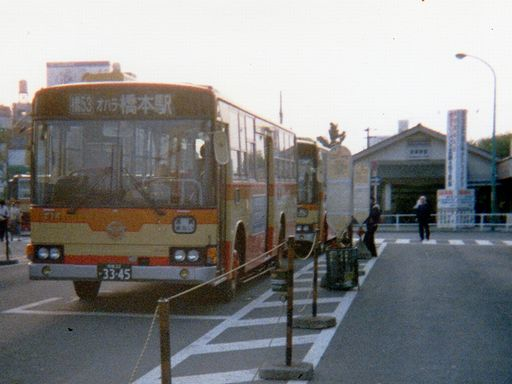
1986年頃の南口バスターミナル。木造の旧駅舎が背後に見える。

## その他
- 当駅の開設当時（1941年4月5日）の所在は高座郡相原村。同年4月29日に周辺町村と合併して高座郡相模原町（現・相模原市）となる。
- 小田急多摩線が唐木田駅から当駅を経て上溝駅まで延伸する計画がある（詳細は「小田急多摩線#相模原延伸計画」を参照）。

## 隣の駅
東日本旅客鉄道（JR東日本）
 横浜線
■快速 (当駅より橋本方は各駅に停車)
町田駅 (JH 23) - 相模原駅 (JH 27) - 橋本駅 (JH 28)
■各駅停車
矢部駅 (JH 26) - 相模原駅 (JH 27) - 橋本駅 (JH 28)

### 記事本文
1. 1 2 3 4  石野哲 編『停車場変遷大事典 国鉄・JR編』 II（初版）、JTB、1998年10月1日、78頁。ISBN 978-4-533-02980-6。
2. 1 2  事業エリアマップ - JR東日本ステーションサービス.2021年9月14日閲覧
3. ↑  「JR年表」『JR気動車客車編成表 '95年版』ジェー・アール・アール、1995年7月1日、186頁。ISBN 4-88283-116-3。
4. ↑  「JR年表」『JR気動車客車編成表 '98年版』ジェー・アール・アール、1998年7月1日、183頁。ISBN 4-88283-119-8。
5. 1 2  “No.274号 東日本ユニオンよこはま 駅業務執行体制の再構築等について提案を受ける” (PDF).   JR東日本労働組合横浜地方本部 (2018年3月23日). 2018年6月30日時点のオリジナルよりアーカイブ。2018年7月1日閲覧。
6. ↑  『2023年度のホームドア整備計画について』（PDF）（プレスリリース）東日本旅客鉄道、2023年4月13日。2023年4月13日閲覧。
7. 1 2  “新店ルポ ライフ相模原駅ビル店 “コンビニ的”な品揃え”. 日本食糧新聞 (日本食糧新聞社). (1997年11月12日)
8. ↑  「JR年表」『JR気動車客車編成表 '98年版』ジェー・アール・アール、1998年7月1日、183頁。ISBN 4-88283-119-8。

### 利用状況
1. ↑  相模原市統計書 - 相模原市
2. ↑  線区別駅別乗車人員（1日平均）の推移 (PDF)  - 18ページ

JR東日本の2000年度以降の乗車人員
1. ↑  各駅の乗車人員（2000年度） - JR東日本
2. ↑  各駅の乗車人員（2001年度） - JR東日本
3. ↑  各駅の乗車人員（2002年度） - JR東日本
4. ↑  各駅の乗車人員（2003年度） - JR東日本
5. ↑  各駅の乗車人員（2004年度） - JR東日本
6. ↑  各駅の乗車人員（2005年度） - JR東日本
7. ↑  各駅の乗車人員（2006年度） - JR東日本
8. ↑  各駅の乗車人員（2007年度） - JR東日本
9. ↑  各駅の乗車人員（2008年度） - JR東日本
10. ↑  各駅の乗車人員（2009年度） - JR東日本
11. ↑  各駅の乗車人員（2010年度） - JR東日本
12. ↑  各駅の乗車人員（2011年度） - JR東日本
13. ↑  各駅の乗車人員（2012年度） - JR東日本
14. ↑  各駅の乗車人員（2013年度） - JR東日本
15. ↑  各駅の乗車人員（2014年度） - JR東日本
16. ↑  各駅の乗車人員（2015年度） - JR東日本
17. ↑  各駅の乗車人員（2016年度） - JR東日本
18. ↑  各駅の乗車人員（2017年度） - JR東日本
19. ↑  各駅の乗車人員（2018年度） - JR東日本
20. ↑  各駅の乗車人員（2019年度） - JR東日本
21. ↑  各駅の乗車人員（2020年度） - JR東日本
22. ↑  各駅の乗車人員（2021年度） - JR東日本
23. ↑  各駅の乗車人員（2022年度） - JR東日本
24. ↑  各駅の乗車人員（2023年度） - JR東日本

神奈川県県勢要覧
1. 1 2  神奈川県県勢要覧（平成13年度） (PDF)  - 223ページ
2. ↑  神奈川県県勢要覧（平成14年度） (PDF)  - 221ページ
3. ↑  神奈川県県勢要覧（平成15年度） (PDF)  - 221ページ
4. ↑  神奈川県県勢要覧（平成16年度） (PDF)  - 221ページ
5. ↑  神奈川県県勢要覧（平成17年度） (PDF)  - 223ページ
6. ↑  神奈川県県勢要覧（平成18年度） (PDF)  - 223ページ
7. ↑  神奈川県県勢要覧（平成19年度） (PDF)  - 225ページ
8. ↑  神奈川県県勢要覧（平成20年度） (PDF)  - 229ページ
9. ↑  神奈川県県勢要覧（平成21年度） (PDF)  - 239ページ
10. ↑  神奈川県県勢要覧（平成22年度） (PDF)  - 237ページ
11. ↑  神奈川県県勢要覧（平成23年度） (PDF)  - 237ページ
12. ↑  神奈川県県勢要覧（平成24年度） (PDF)  - 233ページ
13. ↑  神奈川県県勢要覧（平成25年度） (PDF)  - 235ページ
14. ↑  神奈川県県勢要覧（平成26年度） (PDF)  - 237ページ
15. ↑  神奈川県県勢要覧（平成27年度） (PDF)  - 237ページ
16. ↑  神奈川県県勢要覧（平成28年度） (PDF)  - 245ページ
17. ↑  神奈川県県勢要覧（平成29年度） (PDF)  - 237ページ
18. ↑  神奈川県県勢要覧（平成30年度） (PDF)  - 221ページ